# بهارستان (مزرعة نو)
بهارستان (بالفارسية: بهارستان) هي قرية تقع في إيران في قسم مزرعة نو الريفي. يقدر عدد سكانها بـ 175 نسمة بحسب إحصاء 2016.